# Манджавидзе, Абесалом Еспитович
Абесалом Еспитович Манджавидзе (1880 год, село Лаше, Шорапанский уезд, Кутаисская губерния, Российская империя — неизвестно, село Лаше, Орджоникидзевский район, Грузинская ССР) — звеньевой колхоза «Имеди» Орджоникидзевского района, Грузинская ССР. Герой Социалистического Труда (1950).

## Биография
Родился в 1980 году в селе Лаше Шорапанского уезда. С раннего возраста трудился в сельском хозяйстве. Во время коллективизации вступил в колхоз «Имеди» Харагаульского района (с 1932 года — Орджоникидзевский район). В послевоенные годы — звеньевой этого же колхоза. За выдающиеся трудовые достижения по итогам работы в 1948 году был награждён Орденом Ленина.
В 1949 году звено под его руководством собрало в среднем с каждого гектара по 87 центнеров винограда шампанских вин с площади 5 гектаров. Указом Президиума Верховного Совета СССР от 3 сентября 1950 года удостоен звания Героя Социалистического Труда за «получение высоких урожаев винограда в 1949 году» с вручением ордена Ленина и золотой медали «Серп и Молот» (№ 5669).
Этим же указом званием Героя Социалистического Труда были награждены председатель колхоза «Имеди» Орджоникидзевского района Варлам Самсонович Квирикашвили, бригадир Давид Георгиевич Жоржоладзе и звеньевой Владимир Иванович Гелашвили.
За выдающиеся трудовые достижения по итогам работы 1950 года награждён Орденом Трудового Красного Знамени.
После выхода на пенсию проживал в родном селе Лаше Орджоникидзевского района. Будучи пенсионером, продолжал трудиться в родном колхозе. Дата смерти не установлена.
Награды
- Герой Социалистического Труда
- Орден Ленина — дважды (29.08.1949; 1950)
- Орден Трудового Красного Знамени (01.09.1951)